# Bộ Tư lệnh Vùng 1 Hải quân nhân dân Việt Nam
Bộ Tư lệnh Vùng 1 Hải quân trực thuộc Quân chủng Hải quân là Bộ Tư lệnh tác chiến hải quân độc lập quản lý và bảo vệ vùng biển từ Quảng Ninh đến Hà Tĩnh và các đảo trong Vịnh Bắc Bộ, bao gồm các tỉnh Quảng Ninh, Hải Phòng, Hưng Yên, Ninh Bình, Thanh Hóa, Nghệ An, Hà Tĩnh.

## Lịch sử hình thành
- Ngày 26 tháng 10 năm 1975, thành lập Vùng Duyên hải 1 thuộc Bộ Tư lệnh Hải quân.
- Năm 1978, Vùng Duyên hải 1 đổi tên thành Bộ Chỉ huy Vùng 1 Hải quân thuộc Quân chủng Hải quân
- Ngày 14 tháng 1 năm 2011, nâng cấp Bộ Chỉ huy Vùng Hải quân 1 thành Bộ Tư lệnh Vùng 1 Hải quân.

## Lãnh đạo hiện nay
- Tư lệnh : Chuẩn đô đốc Vũ Văn Nam (nguyên Phó Tư lệnh vùng Hải quân 1)
- Chính ủy : Chuẩn đô đốc Trần Xuân Văn (nguyên Phó Chính ủy Bộ Tư lệnh Vùng 1 Hải quân)
- Phó Tư lệnh - Tham mưu trưởng : Đại tá Trịnh Phúc Kiên
- Phó Tư lệnh : Đại tá Phan Tiến Bảo
- Phó Tư lệnh : Đại tá Hoàng Trung Dũng
- Phó Chính ủy : Đại tá Vũ Hữu Kiêm

## Tổ chức
- Phòng Tham mưu
- Phòng Chính trị
- Phòng Hậu cần - Kĩ thuật
- Lữ đoàn Tàu chiến 170
- Lữ đoàn Tàu tuần tiễu đổ bộ 169
- Lữ đoàn Tên lửa bờ 679
- Lữ đoàn Hải quân đánh bộ 147
- Trung đoàn radar 151
- Tiểu đoàn 158
- Kho 703

## Khen thưởng
- Huân chương Bảo vệ Tổ quốc hạng Ba (2010)

## Tư lệnh qua các thời kỳ
- 1985, Phạm Minh, Chuẩn Đô đốc (1991)
- 1991,Quách Văn Nấu, Đại tá (2010)
- Trần Đình Xuyên, Đại tá (2008)
- 2010-2015, Phạm Văn Điển, Chuẩn Đô đốc (2011)
- 2015-2016, Nguyễn Trọng Bình, Chuẩn Đô đốc
- 2016- 2019, Trần Ngọc Quyết, Chuẩn Đô đốc
- 2019- 7/2023, Nguyễn Viết Khánh, Chuẩn Đô đốc (2020), phó Tham mưu trưởng Quân chủng Hải quân ( nguyên Tư lệnh vùng Hải quân 1).
- 7.2023 - nay, Vũ Văn Nam, Chuẩn đô đốc (2024), nguyên phó Tư lệnh vùng Hải quân 1

## Chính ủy qua các thời kỳ
- 1977-1980, Cao Xuân Ấn (Hà Tĩnh), Đại tá
- 1980-1983, Lê Nguyên Tham (Hà Nam), Đại tá
- 2009-2014, Phạm Văn Sơn, Chuẩn Đô đốc
- 20014- 2016, Phạm Văn Vững, Chuẩn Đô đốc
- 2016- 2019, Phạm Văn Quang, Chuẩn Đô đốc
- 2019- 2021, Hồ Thanh Hoàn, Đại tá
- 2021- nay, Trần Xuân Văn, Chuẩn Đô đốc